# Scorpaenodes barrybrowni
Scorpaenodes barrybrowni là một loài cá biển thuộc chi Scorpaenodes trong họ Cá mù làn. Loài này được mô tả lần đầu tiên vào năm 2016.

## Từ nguyên
Từ định danh barrybrowni được đặt theo tên của Barry Brown, nhiếp ảnh gia tự do, đã chụp được ảnh của loài cá này (hình bên).

## Phân bố và môi trường sống
S. barrybrowni mới chỉ được ghi nhận ở một số đảo quốc thuộc chuỗi đảo Antilles trên biển Caribe, bao gồm Curaçao, Bonaire và Dominica.

## Mô tả
Chiều dài (chuẩn) cơ thể lớn nhất được ghi nhận ở S. barrybrowni là 4,7 cm. Loài này có màu đỏ cam tươi với nhiều dải nâu đỏ ở phần thân sau, đỏ nhạt bên dưới, với đốm đen rõ rệt ở phần dưới nắp mang. Vây ngực có các đốm màu vàng tươi xen kẽ đốm màu đỏ cam.
Số gai vây lưng: 13–14; Số tia vây lưng: 8; Số gai vây hậu môn: 3; Số tia vây hậu môn: 5; Số gai vây bụng: 1; Số tia vây bụng: 5; Số tia vây ngực: 16–17.